# La Bocana, Guerrero
La Bocana är en ort i Mexiko.   Den ligger i kommunen Marquelia och delstaten Guerrero, i den södra delen av landet, 300 km söder om huvudstaden Mexico City. La Bocana ligger 10 meter över havet och antalet invånare är 164.
Terrängen runt La Bocana är platt. Havet är nära La Bocana söderut. Runt La Bocana är det ganska glesbefolkat, med 34 invånare per kvadratkilometer. Närmaste större samhälle är Copala, 18,6 km väster om La Bocana. Omgivningarna runt La Bocana är en mosaik av jordbruksmark och naturlig växtlighet.